# Benavente (Portogallo)
Benavente (bɨnɐ'vẽt(ɨ)) è un comune portoghese di 23 257 abitanti situato nel distretto di Santarém.

## Società

### Evoluzione demografica
| Popolazione di Benavente (1801 – 2004) | Popolazione di Benavente (1801 – 2004) | Popolazione di Benavente (1801 – 2004) | Popolazione di Benavente (1801 – 2004) | Popolazione di Benavente (1801 – 2004) | Popolazione di Benavente (1801 – 2004) | Popolazione di Benavente (1801 – 2004) | Popolazione di Benavente (1801 – 2004) | Popolazione di Benavente (1801 – 2004) |
| -------------------------------------- | -------------------------------------- | -------------------------------------- | -------------------------------------- | -------------------------------------- | -------------------------------------- | -------------------------------------- | -------------------------------------- | -------------------------------------- |
| 1801                                   | 1849                                   | 1900                                   | 1930                                   | 1960                                   | 1981                                   | 1991                                   | 2001                                   | 2004                                   |
| 2758                                   | 4308                                   | 6413                                   | 8733                                   | 11631                                  | 16306                                  | 18335                                  | 23257                                  | 25837                                  |

## Freguesias
- Barrosa
- Benavente
- Samora Correia
- Santo Estêvão